# Костреш
Костреш (серб. Костреш) — населенный пункт (деревня) в общине Дервента, который принадлежит энтитету Республике Сербской, Босния и Герцеговина. По результатам югославской переписи населения 1991 года в Костреше проживало 403 человека.

## Население
В населении деревни преобладают сербы.
| 1991                           | - | - | - | - | - | - |
| ------------------------------ | - | - | - | - | - | - |
| 403                            | - | - | - | - | - | - |
| Гистограмма динамики населения |   |   |   |   |   |   |

### Национальный состав
1991 год:
- сербы — 385 человек (95,53 %);
- хорваты — 2 человека (0,49 %);
- югославы — 0 человек (0,00 %);
- мусульмане — 15 человек (3,72 %);
- другие — 1 человек (0,24 %).